# Андексанет альфа
Андексанет альфа (англ. Andexanet alfa) — рекомбінантний модифікований фактор згортання крові Ха (його неактивна форма). Препарат продається у США під торговою назвою Андекса (англ. Andexxa) та у ЄС під назвою Ондексія (англ. Ondexxya), є антидотом до ривароксабану та апіксабану — сприяє зниженню їхньої антикоагулятивної дії.
Ривароксабан та апіксабан є інгібіторами фактору Ха, та застосовуються у ситуаціях, коли згортання крові є небажаним. Наприклад, при тромбозі глибоких вен або тромбоемболії легеневої артерії. Однак використання цих агентів підвищує ризик виникнення неконтрольованих кровотеч, для уникнення яких саме і застосовують андексанет альфа.

## Механізм дії
Андексанет альфа зберігає структурну подібність до людського ендогенного фактору Ха, проте існує у своїй зрілій функціональній формі і не потребує активації через зовнішні або внутрішні коагулятивні шляхи. Завдяки структурній модифікації (заміні амінокислотного залишку серину на аланін) фактор є каталітично неактивним стосовно протромбіну і не здатний перетворювати його на тромбін. Також  андексанет альфа не може вбудовуватись у мембранний простір та збиратись у протромбіназний комплекс через генетичну модифікацію шляхом видалення гамма-карбоксиглутаматного залишку (Gla).
Design of andexanet alfa
Андексанет альфа працює як пастковий рецептор для ривароксабану та апіксабану, ізолюючи їх та не допускаючи їхнього зв'язування із фактором Ха. Як наслідок, у плазмі крові збільшується кількість вільного фактору Ха та знижується антикоагулятивна дія агентів, досягається швидкий гемостатичний ефект. Під час клінічних досліджень встановлено ефективність дії андексанету альфа стосовно ривароксабану та апіксабану, що становила 88 % та вище.
Паралельно білок інактивує шлях інгібітора тканинного фактору (TPFI), що також є інгібітором фактору Ха. Зв'язування TPFI знижує його активність, що спричиняє підвищення рівня синтезу тромбіну.
Ефективність впливу андексанету альфа можна перевірити за зміною концентрації інгібітору фактору Ха чи тромбіну.
Андексанет альфа проявляє in vitro високу спорідненість (0.53-1.53 нмоль/л) не тільки до ривароксабану та апіксабану, а також в залежності від дозування до бетріксабану, едоксабану, гепарину. Проте ефективність лікування кровотеч, викликаних будь-якими іншими факторами Ха, крім перших двох, не було досліджено.

## Медичне використання
Препарат Андекса назначається пацієнтам, які проходять лікування ривароксабаном та апіксабаном, коли необхідно скасувати антикоагулянтну терапію через виникнення непідконтрольних кровотеч, що загрожують життю людини. Андекса не продемонстрував свою ефективність та не використовується, якщо пацієнт приймає будь-які інші інгібітори фактору Ха. Препарат використовується у вигляді внутрішньовених ін'єкцій або інфузійної терапії. Доза Андекси розраховується залежно від типу, дози та часу останнього приймання антикоагулянта. Після використання андксанету альфа необхідно обов'язково відновити антикоагулянтну терапію, коли це стане доцільним, для зниження ризиків виникнення тромбозів.
Період напіввиведення складає 5-7 год. Показник швидкості очищення біологічних рідин та тканин становить 4.3 л/год . 

### Побічні ефекти
- тромбоз судин
- тромбоемболія легень
- ішемічний інсульт
- гострий інфаркт міокарда
- загострення серцевої недостатності
- пневмонія
- інфекції сечовивідних шляхів
- гостра дихальна недостатність[3]

## Історія
Тривалий час препарати ривароксабану та апіксабану не мали специфічних антидотів, через що для профілактики виникнення кровотеч разом з ними застосовувались неспецифічні гемостатики, ефективність яких у даних ситуаціях є сумнівною.
Препарат Андекса був розроблений фармкомпанією Portola pharmaceuticals у США. Він схвалений FDA для медичного використання у 2018 році на підставі результатів двох досліджень ІІІ фази про зміну антикоагулятивної активності інгібіторів фактору Ха ривароксабану та апіксабану у здорових добровольців. 
У 2019 році андексанет альфа пройшов авторизацію у Європейському Союзі. Там він випускається під торговою назвою Ondexxya та знаходиться під додатковим моніторингом з боку EMA. Умовна авторизація передбачає, що компанії, які продають препарат регулярно надаватимуть дані досліджень у пацієнтів з гострими кровотечами, щоб з'ясувати ризик виникнення тромбоемболії та підтвердити рекомендації щодо дозування.  

### Клінічні випробовування
У пацієнтів з рясними внутрішньочерепними та шлунково-кишковими кровотечами, викликаних інгібіторами фактору Ха, лікування андексанетом альфа помітно знизило антифакторну активність Ха. У 82 % пацієнтів гемостатичний ефект досяг задовільного рівня впродовж 12 год.
Дослідження із використанням плацебо та залученням здорових добровольців похилого віку показало такі результати: спільне введення болюсу андексанету альфа та 5 мг апіксабану двічі на день призвело до зниження активності антифактору Ха на 94 %, порівняно з показником у 21 % серед тих, хто отримував плацебо. Генерація тромбіну була повністю відновлена у 100 % добровольців. Активність інгібіторів фактору Ха була знижена на 92 %, а рівень тромбіну повністю відновлено у 96 % учасників випробовувань, які отримували по 20 мг ривароксабану на добу.
У пацієнтів похилого віку з гострими кровотечами, що виникли протягом 18 год після введення інгібітору фактору Ха, медіана активності інгібітора була знижена після введення інфузії андексанету: на 93 % при введенні апіксабану та на 89 % у тих, хто отримував ривароксабан.
Дані клінічних випробовувань андексанету альфа при лікуванні вагітних, у період грудного вигодовування або під час пологів відсутні.